# بیل فاگرباکی
بیل فاگرباکی (انگلیسی: Bill Fagerbakke؛ زادهٔ ۴ اکتبر ۱۹۵۷) یک هنرپیشه اهل ایالات متحده آمریکا است. وی از سال ۱۹۸۴ میلادی تاکنون مشغول فعالیت بوده است.
دلیل اصلی شهرت وی، صداپیشگی پاتریک در مجموعه باب اسفنجی است.
از فیلم‌ها یا برنامه‌های تلویزیونی که وی در آن نقش داشته است می‌توان به کن پارک، آرتیست، پورکو روسو، فیلم باب اسفنجی: اسفنج بیرون از آب، فیلم باب‌اسفنجی شلوار مکعبی و راز موفقیت من اشاره کرد. او همچنین در ۱۲ اپیزود از سیتکام تلویزیونی آشنایی با مادر در نقش ماروین اریکسن پدر مارشال اریکسن ظاهر شده است.